# كوباتاباكو
كوباتاباكو ، اختصار لـ( Empresa Cubana del Tabaco)، هي شركة التبغ الحكومية الكوبية . تأسست الشركة في عام 1962، بعد أن تم تأميم صناعة التبغ الكوبية من قبل حكومة فيدل كاسترو الاشتراكية .
تولت الشركة جميع عمليات إنتاج وتوزيع منتجات التبغ الكوبي محليًا ودوليًا حتى عام 1994، عندما تم إنشاء شركة هابانوس أس أيه لتصدير السيجار والسجائر في جميع أنحاء العالم.